# Christoph von Utenheim
Cristóvão de Utenheim (1450-1527) (* Estrasburgo, 1450 † Puntrut, 16 de Março de 1527) foi humanista, bispo (1502-1527) e reitor da Universidade de Basileia.